# 普拉米拉·贾亚帕尔
普拉米拉·贾亚帕尔（Pramila Jayapal，1965年9月21日—）是一名美国政治人物以及印度裔美國人，2017年起担任华盛顿州第七国会选区的美国众议员。她是民主党黨员。2015年至2017年期间她是华盛顿州第37选区的華盛頓州參議院議員。她是第一位女印度裔美国众议院議員。
贾亚帕尔生于印度，16岁時來美国讀大学，並在美國西北大学取得MBA学位。她毕业后在华尔街工作。911事件发生后，贾亚帕尔目睹许多人对中东和南亚移民的歧视日益加深，于是成立一個名為「零仇恨地区」（Hate Free Zone）的移民支持组织，该组织后来改名叫「一个美国」（OneAmerica）。